# Pratanurida podolica
Pratanurida podolica is een springstaartensoort uit de familie van de Neanuridae. De wetenschappelijke naam van de soort is voor het eerst geldig gepubliceerd in 2002 door Kaprus & Weiner.